# Tekke-Basar
Der Tekke-Basar (auch Tikinski-Basar) ist ein Basar in Aşgabat der Hauptstadt Turkmenistans. Er befindet sich circa vier Kilometer westlich des Stadtzentrums und wird jeden Sonntag abgehalten.

## Angebot
Das Angebot auf dem Basar ist ausgesprochen vielfältig. Es werden Obst, Gemüse und andere Nahrungsmittel angeboten, außerdem lassen sich Blumen und turkmenische Teppiche erwerben. Seine Popularität verdankt der Markt auch den Preisen, die im Vergleich zu jenen im Stadtzentrum Aşgabats als günstiger gelten.